# Дордой-Плаза
«Дордой-Плаза» — ныне не существующий киргизский футбольный клуб, представлявший Бишкек. Являлся фарм-клубом «Дордоя». В 2008-2009 годах выступал в Высшей лиге Кыргызстана.

## Названия
- 2007-2008 — Дордой-Плаза.
- 2009 — Плаза.
- 2014 — Дордой-Плаза.

## История
Основан не позднее 2007 года, сменив ранее существовавший фарм-клуб «Дордоя» — «Мурас-Спорт», однако о юридическом правопреемстве «Мурас-Спорта» и «Дордой-Плазы» сведений нет.
В 2007 году «Дордой-Плаза» принял участие в розыгрыше Кубка Кыргызстана, где уступил на стадии 1/32 финала «Шопокову» (0:1), а об участии в чемпионате в том сезоне сведений нет.
В 2008 году клуб включён в число участников Высшей лиги Кыргызстана. Костяк команды составили 15-16-летние футболисты (1992 г.р.). В первом сезоне команда финишировала предпоследней, обогнав только другую юношескую команду — «Абдыш-Ату»-91.
В 2009 году клуб был переименован в «Плазу», отбросив упоминание «Дордоя», и снова занял предпоследнее место, опередив только дебютанта «Ата-Спор».
По окончании сезона-2009 он был расформирован. В течение следующих нескольких лет «Дордой» был представлен в Первой и Высшей лиге другими фарм-клубами — «Дордой»-2, «Дордой»-94, «Ала-Тоо».
В 2014 году «Дордой-Плаза» принял участие в первенстве Первой лиги, где занял последнее место, после чего снова был расформирован.

## Таблица выступлений
| Год  | Лига                  | Место  | И  | В | Н | П  | Мячи  | Бомбардир         | Кубок         |
| ---- | --------------------- | ------ | -- | - | - | -- | ----- | ----------------- | ------------- |
| 2008 | Высшая                | 8 из 9 | 16 | 2 | 1 | 13 | 12-46 | три игрока — по 3 | 1/16          |
| 2009 | Высшая                | 8 из 9 | 16 | 2 | 2 | 12 | 13-59 | ?                 | 1/4           |
| 2014 | Первая (зона «Север») | 9 из 9 | 16 | 2 | 1 | 13 | 16-68 | ?                 | не участвовал |

## Известные игроки
- Урмат Абдукаимов
- Адыл Бекболотов
- Нуркал Сатаев
- Аман Талантбеков